# Керфо
Керфо (фр. Kerfot) насеље је и општина у Француској у региону Бретања, у департману Обале Армора.
По подацима из 2011. године у општини је живело 678 становника, а густина насељености је износила 118,74 становника/km².

## Демографија
| 1962. | 1968. | 1975. | 1982. | 1990. | 2011. |
| ----- | ----- | ----- | ----- | ----- | ----- |
| 483   | 465   | 466   | 612   | 617   | 678   |